# Юніон (Нью-Йорк)
Юніон (англ. Union) — місто (англ. town) в США, в окрузі Брум штату Нью-Йорк. Населення — 56 138 осіб (2020).

## Демографія
Згідно з переписом 2010 року, у місті мешкало 56 346 осіб у 24 918 домогосподарствах у складі 14 110 родин. Було 27054 помешкання
Расовий склад населення:
| - 89,1 % — білих - 4,4 % — чорних або афроамериканців - 2,9 % — азіатів - 0,2 % — корінних американців - 0,1 % — вихідців з тихоокеанських островів |

До двох чи більше рас належало 2,6 %. Частка іспаномовних становила 3,2 % від усіх жителів.
За віковим діапазоном населення розподілялося таким чином: 20,4 % — особи молодші 18 років, 61,5 % — особи у віці 18—64 років, 18,1 % — особи у віці 65 років та старші. Медіана віку мешканця становила 41,8 року. На 100 осіб жіночої статі у місті припадало 92,3 чоловіків;  на 100 жінок у віці від 18 років та старших — 89,9 чоловіків також старших 18 років.
Середній дохід на одне домашнє господарство  становив 63 147 доларів США (медіана — 47 824), а середній дохід на одну сім'ю — 79 477 доларів (медіана — 66 234). Медіана доходів становила 47 146 доларів для чоловіків та 37 216 доларів для жінок. За межею бідності перебувало 13,4 % осіб, у тому числі 17,5 % дітей у віці до 18 років та 6,7 % осіб у віці 65 років та старших.
Цивільне працевлаштоване населення становило 25 772 особи. Основні галузі зайнятості: освіта, охорона здоров'я та соціальна допомога — 29,2 %, роздрібна торгівля — 14,9 %, виробництво — 10,4 %, науковці, спеціалісти, менеджери — 8,9 %.